# Lijst van oorlogsmonumenten in Waddinxveen
De Nederlandse gemeente Waddinxveen heeft 3 oorlogsmonumenten. Hieronder een overzicht.
| Nr.                             | Object                  | Herdachte groep                                | Ontwerper     | Onthulling   | Type        | Locatie                                               | Plaats                                     | Coördinaten                 | Foto                    |
| ------------------------------- | ----------------------- | ---------------------------------------------- | ------------- | ------------ | ----------- | ----------------------------------------------------- | ------------------------------------------ | --------------------------- | ----------------------- |
| 1043                            | Indië-monument          | militairen in dienst van het Ned. Kon. na 1945 |               | 16 juni 2000 | gedenksteen | Algemene begraafplaats, Alberdingk Thijmlaan, 2741 AA | Waddinxveen                                | 52° 3' 35" NB, 4° 39' 5" OL | Indië-monument          |
| 1044                            | De poort der bevrijding | allen                                          | H. Sutterland | 5 mei 1947   | zuil        | Stationsplein, 2741 HL                                | Waddinxveen                                | 52° 2' 43" NB, 4° 39' 2" OL | De poort der bevrijding |
| Dit oorlogsmonument op Wikidata | Stolpersteine           | Joodse oorlogsslachtoffers                     | Gunter Demnig |              | reliëf      |                                                       | Zie Lijst van Stolpersteine in Waddinxveen |                             | Meer afbeeldingen       |

Alblasserdam ·
Albrandswaard ·
Alphen aan den Rijn ·
Barendrecht ·
Bodegraven-Reeuwijk ·
Capelle aan den IJssel ·
Delft ·
Den Haag ·
Dordrecht ·
Goeree-Overflakkee ·
Gorinchem ·
Gouda ·
Hardinxveld-Giessendam ·
Hendrik-Ido-Ambacht ·
Hillegom ·
Hoeksche Waard ·
Kaag en Braassem ·
Katwijk ·
Krimpen aan den IJssel ·
Krimpenerwaard ·
Lansingerland ·
Leiden ·
Leiderdorp ·
Leidschendam-Voorburg ·
Lisse ·
Maassluis ·
Midden-Delfland ·
Molenlanden ·
Nieuwkoop ·
Nissewaard ·
Noordwijk ·
Oegstgeest ·
Papendrecht ·
Pijnacker-Nootdorp ·
Ridderkerk ·
Rijswijk ·
Rotterdam ·
Schiedam ·
Sliedrecht ·
Teylingen ·
Vlaardingen ·
Voorne aan Zee ·
Voorschoten ·
Waddinxveen ·
Wassenaar ·
Westland ·
Zoetermeer ·
Zoeterwoude ·
Zuidplas ·
Zwijndrecht